# 뉴어크온트렌트

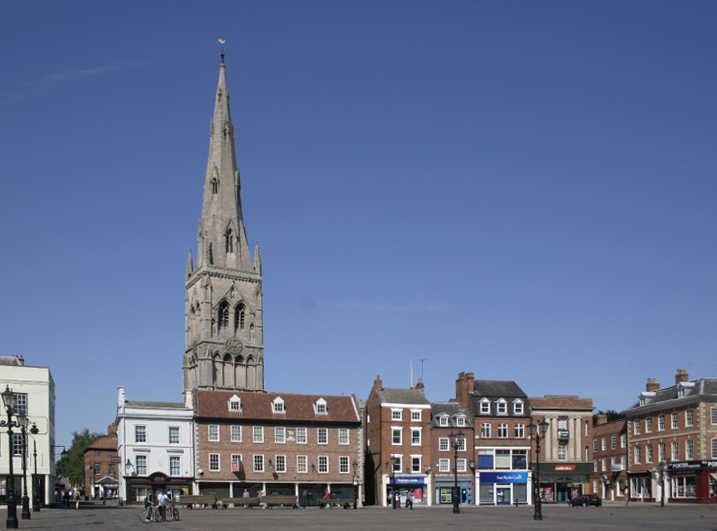
뉴어크온트렌트

뉴어크온트렌트(영어: Newark-on-Trent)는 잉글랜드 노팅엄셔주에 위치한 도시로 인구는 27,700명(2011년 기준)이다.